# (6538) Muraviov
(6538) Muraviov es un asteroide perteneciente al cinturón de asteroides, descubierto el 25 de septiembre de 1981 por la astrónoma soviética Liudmila Chernyj desde el Observatorio Astrofísico de Crimea (República de Crimea), Rusia).

## Designación y nombre
Designado provisionalmente como  1981 SA5. Fue nombrado Muraviov en honor al científico y escritor ruso Mijaíl Muraviov.